# Sergej Sidorski
Sergej Sidorski (bělorusky Сяргей Сяргеевіч Сідорскі; * 13. březen 1954 Homel) je běloruský politik.
10. července 2003 jmenován prezidentem Lukašenkem prozatímním, a 19. prosince 2003 schváleným parlamentem Běloruska premiérem Běloruska. Ve funkci zůstal do prosince 2010, kdy ho vystřídal Michail Mjasnikovič.
Je ženatý a má dvě děti, mluví německy. Roku 1976 vystudoval fakultu elektroinženýrství.